# Freeman (Wisconsin)
Freeman es un pueblo ubicado en el condado de Crawford en el estado estadounidense de Wisconsin. En el Censo de 2010 tenía una población de 686 habitantes y una densidad poblacional de 3,39 personas por km².

## Geografía
Freeman se encuentra ubicado en las coordenadas 43°22′27″N 91°4′48″O / 43.37417, -91.08000. Según la Oficina del Censo de los Estados Unidos, Freeman tiene una superficie total de 202.51 km², de la cual 175.42 km² corresponden a tierra firme y (13.38%) 27.09 km² es agua.

## Demografía
Según el censo de 2010, había 686 personas residiendo en Freeman. La densidad de población era de 3,39 hab./km². De los 686 habitantes, Freeman estaba compuesto por el 98.25% blancos, el 0.44% eran afroamericanos, el 0.44% eran amerindios, el 0.15% eran asiáticos, el 0.29% eran isleños del Pacífico, el 0% eran de otras razas y el 0.44% pertenecían a dos o más razas. Del total de la población el 0.15% eran hispanos o latinos de cualquier raza.